# Mythimna litoralis
Mythimna litoralis es una polilla de la familia Noctuidae.
Una especie estrictamente litoral, que se encuentra en Europa, pero solo en las zonas cercanas a la costa.
La envergadura es de 36 a 42 mm. Presenta un color ocre con una raya blanca distintiva rodeada de líneas oscuras finas a lo largo de las alas anteriores.
Las larvas son monofágicas, se alimentan exclusivamente de las hojas de barrón (Ammophila arenaria), una planta que crece en las dunas a lo largo de la costa.